# Gucin (Warszawa)

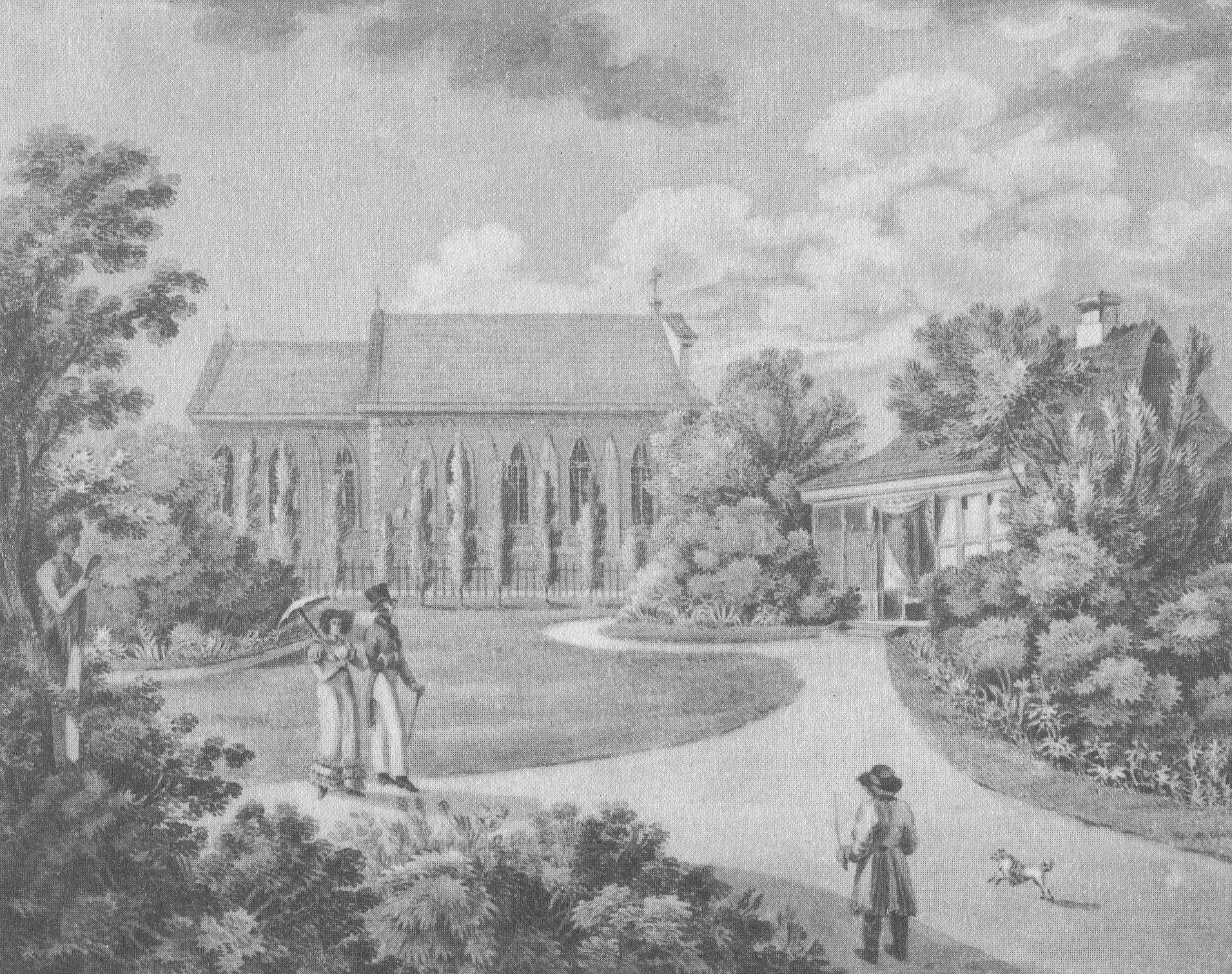
Fragment Gucina na rysunku Aleksandra Majerskiego (1818)

Gucin – część dzielnicy Ursynów, położona częściowo na wzgórzu służewskim w pobliżu kościoła św. Katarzyny, częściowo zaś u jego podnóża, pomiędzy ul. Fosa i aleją Wilanowską.

## Opis
Gucin założony został w latach 1817–1821 przez Stanisława Kostkę Potockiego jako subrezydencja wilanowska. Nazwa pochodzi od wnuka Stanisława Kostki, Augusta (Gucia) Potockiego. Tę romantyczną rezydencję Potocki utworzył wykorzystując istniejący zespół dworski, składający się z niewielkiego pałacyku, stawu i budynków gospodarczych. Część z nich została przebudowana lub uzupełniona nowymi.
Na wzgórzu, w obrębie kościoła św. Katarzyny powstał ogród spacerowy, natomiast u podnóża wzniesienia malowniczy sad. W Gucinie Potocki wolne chwile od prac publicznych odpocznieniu i naukom poświęcał. Tu dni całe przebywając wiele dzieł utworzył i ukończył. Tu w dni świąt przyjmował na ucztę wiejską odwiedzającą go rodzinę i przywiązane do siebie osoby. (Wilanów, Album widoków i pamiątek, Warszawa, 1871)
W latach 1821–1830, a więc po śmierci Stanisława, jego żona Aleksandra Potocka, utworzyła nad stawem Gaj. Był to ogród-pomnik poświęcony pamięci Potockiego i jego brata Ignacego, współtwórcy Konstytucji 3 Maja. Złożyły się nań sarkofag, obeliski i kamienie z napisami oraz drzewa sadzone przez krewnych i przyjaciół obu mężów stanu. Największy i najbardziej okazały był sarkofag wzorowany na antycznym grobowcu Scypiona, ufundowany przez Aleksandrę Potocką w 1824 r. Z tej też fundacji powstał obelisk zwieńczony marmurową urną. W sadzeniu drzew uczestniczyli m.in. Samuel Bogusław Linde, Julian Ursyn Niemcewicz, Stanisław Staszic czy Zygmunt Vogel.
Gucin pozostał własnością rodu Potockich zaledwie do 1856 r. Potem był dzierżawiony, stopniowo niszczał, dewastowała go również miejscowa ludność. Nie powiodła się próba ratowania obiektu - postawienie domku stróża i nowego ogrodzenia zaprojektowanego przez Franciszka Marię Lanciego.
Największe zniszczenia przypadły na lata 1939–1945. Wówczas wycięto wszystkie drzewa na wzgórzu i większość drzew w Gaju.
W czasach PRL-u na terenie Gaju funkcjonowało Przedsiębiorstwo Centrali Rybnej.